# شانون هارينجتون
شانون هارينجتون (بالإنجليزية: Shannon Harrington)‏ هي ممثلة أمريكية، ولدت في 2004.

## وصلات خارجية
- الموقع الرسمي
- شانون هارينجتون على موقع IMDb (الإنجليزية)
- شانون هارينجتون على موقع قاعدة بيانات برودواي على الإنترنت (الإنجليزية)